# Syngrapha subpurpurina
Syngrapha subpurpurina är en fjärilsart som beskrevs av Adrian Hardy Haworth 1802. Syngrapha subpurpurina ingår i släktet Syngrapha och familjen nattflyn. Inga underarter finns listade i Catalogue of Life.